# Karl Friedrich Hein
Karl Friedrich Hein (Herne, 1 april 1867 – Utrecht, 27 maart 1945) was een Nederlands industrieel en weldoener van Duitse komaf. Hij is naamgever van het K.F. Hein Fonds, de stichting die zijn nalatenschap beheert en culturele initiatieven en maatschappelijke projecten ondersteunt, met name in de provincie Utrecht.

## Biografie
Karl Friedrich Hein werd geboren op 1 april 1867 in Herne (Duitsland) in het gezin van Johann Bernard Hein en Christine Mörs. Op jonge leeftijd begon hij zijn loopbaan in de steenkolenindustrie. Na zijn eerste aanstelling bij de Duitse kolenfirma August Dauber, zijn werk bij de Westfälische Zündwaren Fabrik en zijn militaire dienst, ging Karl Friedrich in 1893 aan de slag bij steenkolenhandel Jean Balthazar in Arnhem. In 1896 ging Hein werken voor de Steenkolen Handelsvereeniging (SHV), hetgeen hem naar Utrecht bracht. Binnen de SHV klom hij op tot de functie van directeur.
Hein woonde tot 1907 aan de Catharijnesingel in Utrecht. Daarna liet hij aan de Prins Hendriklaan in Bilthoven een villa bouwen in chalet-stijl. Toen in 1933 de nationaalsocialisten in Duitsland aan de macht kwamen, liet Hein zich naturaliseren tot Nederlander, wat hij al jaren van plan was.
Hij kwam uit een gezin van vier kinderen. Hij had een warme band met broer Otto, diens vrouw Sophie Tiel en hun kinderen Karl Johann, Hildegard en Irene. Ze trokken met elkaar op tijdens vakanties en Karl Friedrich ondersteunde het gezin van zijn broer financieel. Karl Friedrich kocht een voormalig klooster in de Duitse plaats Obermarsberg. Na een grondige restauratie schonk Hein het in 1940 aan de kinderen van Otto en Sophie.
Hein was zijn hele leven ongehuwd en kinderloos. Hij vergaarde een fortuin, maar leefde sober. Hij overleed op 27 maart 1945, nadat hij een maand eerder op weg naar de golfbaan geschept werd door een Duits legervoertuig. Hij ligt begraven op Den en Rust in Bilthoven.

## Naamgever
Sinds zijn dood wordt het vermogen van Karl Friedrich Hein beheerd door de K.F. Hein Stichting onder de naam K.F. Hein Fonds. Hieruit worden, zoals door Hein testamentair is vastgelegd, vele culturele initiatieven en maatschappelijke projecten ondersteund, met name in de provincie Utrecht. De K.F. Hein Stichting werkte mee aan het bijeenbrengen van het overnamebedrag om Stichting Kasteel De Haar in staat te stellen eigenaar te worden van kasteel de Haar. De stichting draagt bij aan festivals en investeert in monumenten. Om het jaar ontvangt een kunstenaar een stipendium. De stichting keert tevens bedragen uit voor individuele noden en studiebeurzen.
In poppodium TivoliVredenburg is een deel van de Foyer vernoemd naar K.F. Hein in 2016 na een substantiële financiële bijdrage aan de uitbreiding van het poppodium door de K.F. Hein Stichting.

## Onderscheiding
- Ereburger van Marsberg, 1930